# Heliophorus latilimbata
Heliophorus latilimbata är en fjärilsart som beskrevs av Hans Fruhstorfer 1908. Heliophorus latilimbata ingår i släktet Heliophorus och familjen juvelvingar. Inga underarter finns listade i Catalogue of Life.